# Alicia Gallardo
Alicia Lorena Gallardo Lagno (n. 1966) es una médica veterinaria y política chilena, entre enero de 2021 y marzo de 2022 ejerció como subsecretaria de Pesca y Acuicultura en el segundo gobierno de Sebastián Piñera. Hasta el presente se mantiene como la única titular mujer de la Subsecretaría.

## Familia y estudios
Es médica veterinaria de la Universidad de Chile y cursó estudios de doctorado en ciencias veterinarias en la misma institución. Está casada y es madre de tres hijos: Claudio, Felipe y Lorena.

## Trayectoria profesional
Trabaja desde hace veinte años en el servicio público. En el Servicio Nacional de Pesca y Acuicultura (Sernapesca), fue subdirectora de Acuicultura de la entidad. Durante su gestión, lideró el proceso de modernización del organismo, el control del virus ISA en los centros de cultivo de salmón, y la aplicación de una estrategia nacional e internacional en contra de la pesca ilegal. Además, es vicepresidenta de la Comisión de Estándares de los Animales Acuáticos de la Organización Mundial de Sanidad Animal (OIE).
Algunas de sus áreas de especialidad son la bioseguridad en la producción acuícola, la sanidad de los animales acuáticos y la prevención, control y erradicación de enfermedades.
En 2020 fue nombrada presidenta del Grupo de Trabajo de Océanos y Pesca de APEC para el período 2021-2022.

## Trayectoria política
Desde marzo de 2018 hasta enero de 2021 se desempeñó como directora nacional del Servicio Nacional de Pesca y Acuicultura (Sernapesca), bajo el segundo gobierno de Sebastián Piñera.
Asimismo, el 6 de enero de 2021, fue nombrada por el presidente Piñera como titular de la Subsecretaría de Pesca y Acuicultura, en reemplazo de Román Zelaya, siendo la primera mujer en ocupar dicho cargo.